# Campo di concentramento di Flossenbürg
Il campo di concentramento di Flossenbürg fu un campo di concentramento nazista situato a circa metà strada fra Norimberga e Praga e attivo dal 1938 fino al 1945.
L'area in cui si trovava fa ora parte del territorio comunale di Flossenbürg (circondario di Neustadt an der Waldnaab), nei pressi di Weiden in der Oberpfalz, nella foresta dell'Alto Palatinato (parte nordorientale della Baviera), poco lontano dal confine con la regione ceca dei Sudeti.

## Storia

### Il villaggio di Flossenbürg
La zona di Flossenbürg era caratterizzata dalla presenza di numerose cave di granito. L'avvento del nazionalsocialismo con i suoi programmi di costruzione di nuovi edifici fu accolto con favore dai proprietari delle cave; le ideologie nazionalsocialiste e völkisch fecero anche aumentare il flusso di turisti che vedevano le rovine della rocca medievale del villaggio di confine come una sorta di baluardo contro "gli slavi".

### La creazione del campo

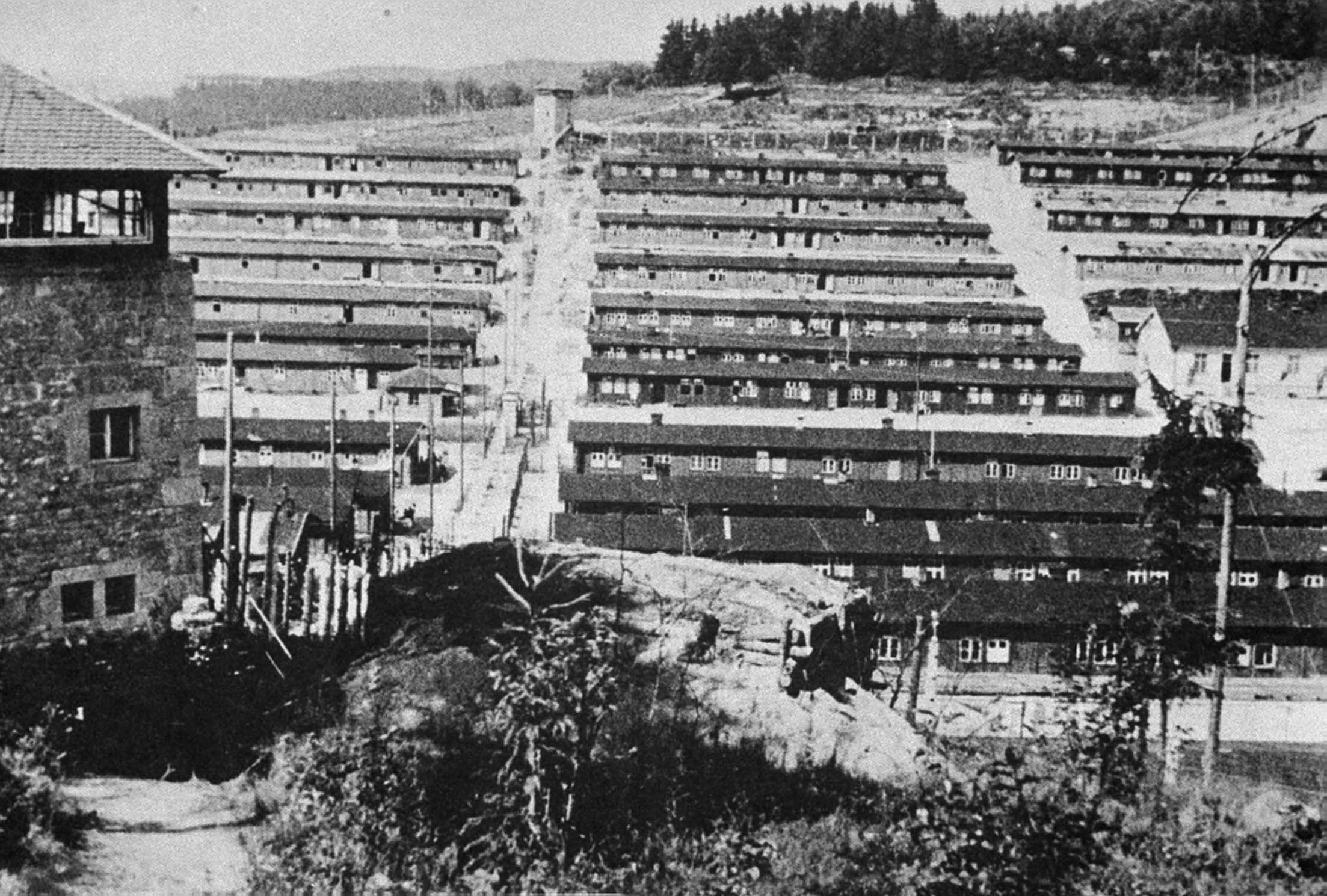
Il campo in una foto del 1945.

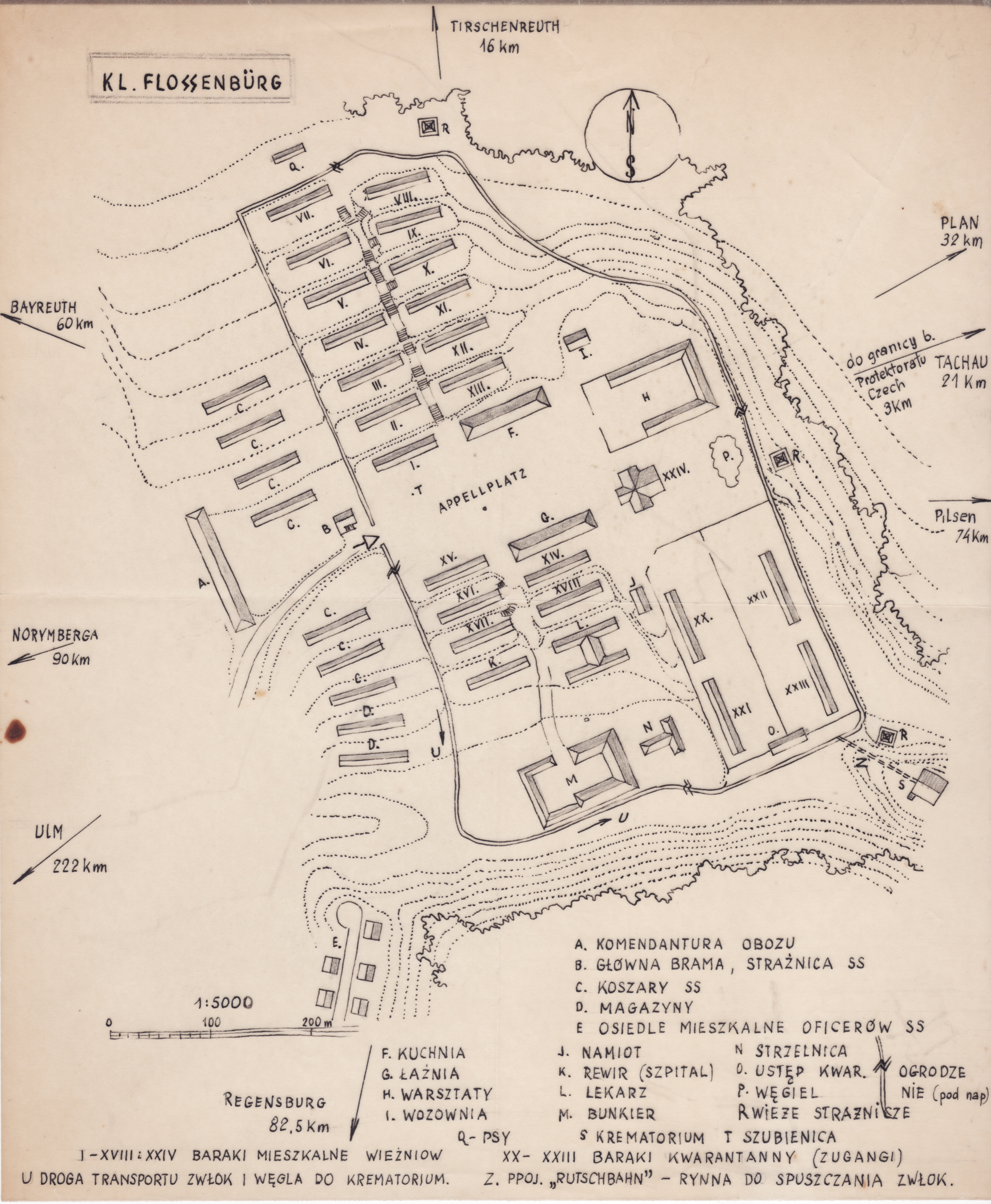
Mappa del campo disegnata da un sopravvissuto

La decisione di allestire il campo di Flossenbürg, risalente al marzo 1938, si colloca nell'ambito della ristrutturazione del sistema di campi di concentramento che prevedeva, oltre all'imprigionamento e intimidazione degli avversari politici, anche lo sfruttamento della manodopera gratuita dei prigionieri fino allo "sterminio tramite il lavoro" (Vernichtung durch Arbeit). In questo contesto furono creati dapprima i campi di Buchenwald e Sachsenhausen; il sito di Flossenbürg fu scelto per la presenza dei depositi di granito.
Le SS raggiunsero il campo alla fine di aprile e i primi 100 prigionieri arrivarono da Dachau all'inizio di maggio. Alla fine del 1938 i detenuti erano oltre 1 500 e il loro numero continuò a crescere. Il periodo della costruzione del campo, degli alloggi e degli edifici di servizio fu segnato da maltrattamenti e uccisioni arbitrarie da parte delle SS. In due anni furono terminati tutti gli edifici. Prima ancora della conclusione dei lavori i prigionieri venivano sfruttati senza scrupoli nelle cave di estrazione del granito gestite dalla DESt (Deutsche Erd- und Steinwerke), società di proprietà delle SS. Nel 1939 i 1 000 detenuti tedeschi provenienti da Dachau e assegnati temporaneamente a Flossenbürg rimasero sconvolti dalle condizioni di vita e di lavoro trovate; in quell'anno scoppiò un'epidemia di dissenteria; circa 300 persone morirono di malattia e denutrizione.
Nel campo erano reclusi inizialmente per lo più tedeschi arrestati perché "asociali" o "criminali", contrassegnati rispettivamente da triangoli neri e verdi. In seguito si aggiunsero i prigionieri politici deportati da tutta Europa; i primi ebrei arrivarono nel 1940.

### 1940 - 1943

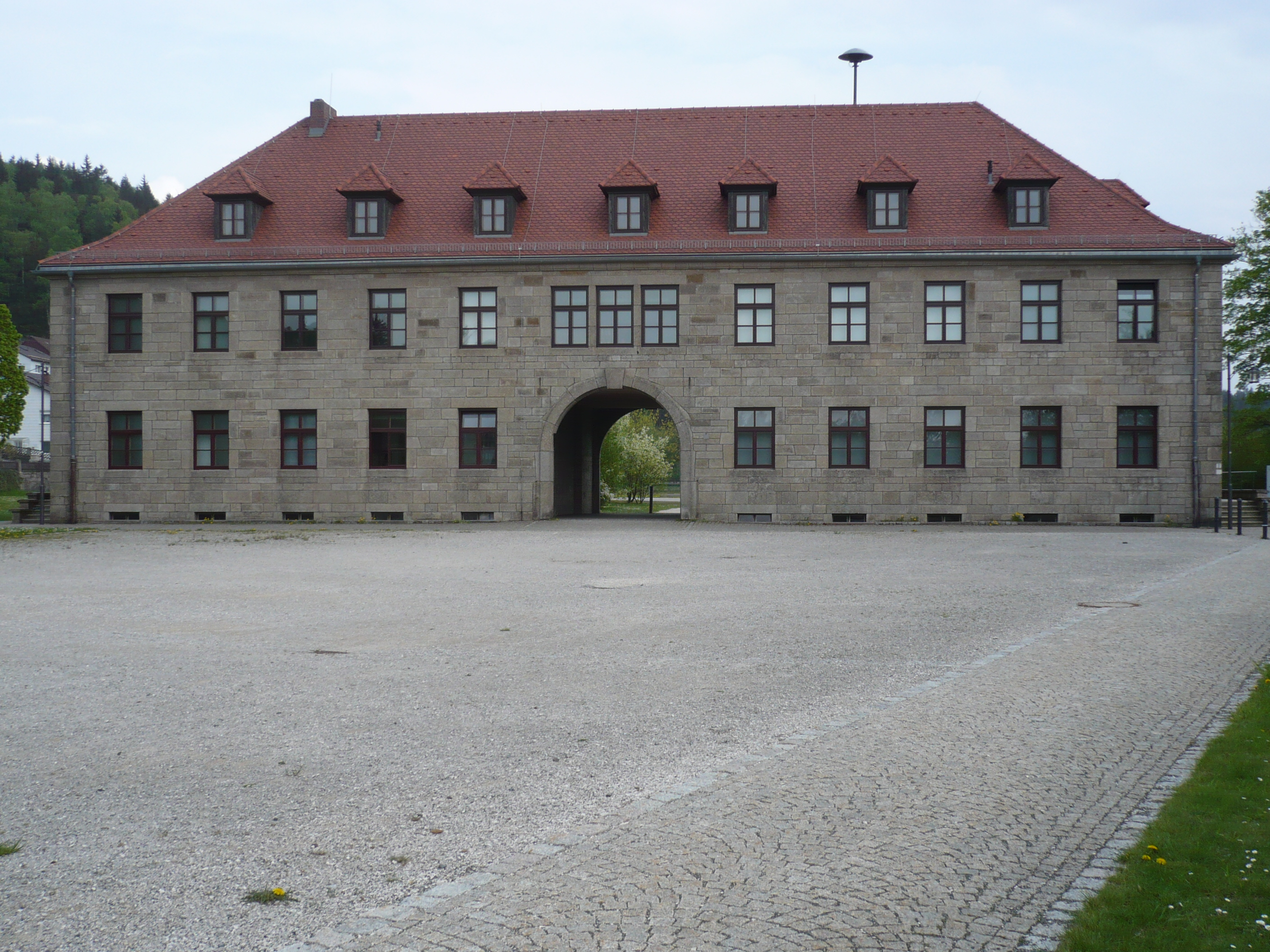
L'edificio che ospitava il comando e attuale ingresso del memoriale

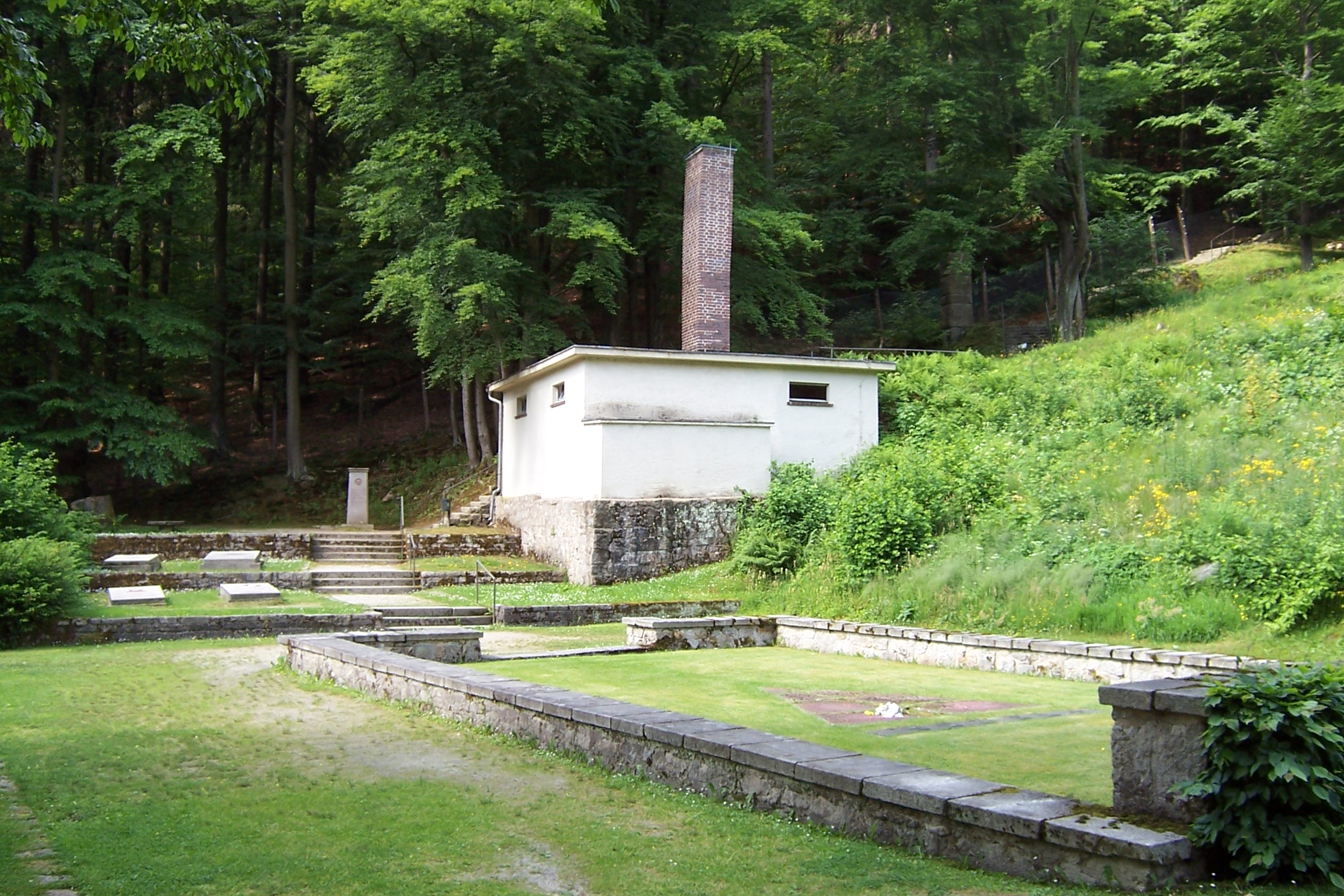
L'edificio con il forno crematorio

Nel 1940, con l'aumento della mortalità, nella parte pianeggiante più a valle rispetto al campo venne edificato un forno crematorio. La zona del forno fu chiamata "la valle della morte". Non era sufficiente per smaltire i numerosi deceduti, per cui i cadaveri venivano anche sepolti in fosse comuni e nei cimiteri nei dintorni. Nel dopoguerra le salme furono portate nel sacrario all'interno del lager.
Dal settembre 1940 iniziarono a giungere al campo i prigionieri politici provenienti da Dachau e da Sachsenhausen contrassegnati dal triangolo rosso, dal gennaio 1942 i primi polacchi provenienti da Auschwitz. Nell'autunno dello stesso anno si registrò un massiccio arrivo di prigionieri di guerra sovietici isolati in alloggi appositi, secondo le "linee guida per il trattamento dei commissari politici" del 6 giugno 1941. Dal 1941 al 1944 avvennero esecuzioni di massa dei sovietici. Nel 1942 i prigionieri di guerra vennero deportati in altri campi e nella primavera cominciò la costruzione dei campi esterni.

### Dal 1943 al 1945
A partire dal 1942 l'industria bellica era sempre più dipendente dalla manodopera gratuita dei campi di concentramento. All'inizio del 1942 venne fondato l'ente di gestione delle attività economiche delle SS (SS-Wirtschafts- und Verwaltungshauptamt); i comandanti dei campi divennero responsabili delle aziende interne ai campi. A febbraio 1943 a Flossenbürg iniziò la produzione di componenti per il caccia Messerschmitt Bf 109, nella quale vennero impiegati 200 detenuti. All'inizio del 1944 erano 2 000 e nell'ottobre dello stesso anno 5 000.

### La liberazione
All'inizio di aprile 1945 le SS iniziarono a far sparire le tracce dei propri misfatti dentro il campo. La mattina del 9 aprile, su ordine di Hitler, furono giustiziati Bonhoeffer, Canaris, Gehre, Oster e Strünck e il 14 o il 15 venne ucciso von Rabenau.
Il 20 aprile il comandante del campo Max Koegel ordinò una marcia della morte diretta verso Dachau; partirono quattro colonne composte da 2 000 - 4 000 persone ciascuna, ma solo una di esse giunse a Dachau il 28 aprile 1945.
Il 23 aprile 1945 alle 10.30 circa le prime truppe della 90th Infantry Division raggiunsero il campo di concentramento dove si trovavano ancora circa 2 000 (altre fonti sostengono 1 600) detenuti abbandonati perché inabili alla marcia e in condizioni critiche. Arrivarono anche le truppe della 97th Infantry Division che si occuparono dei malati e della sepoltura delle centinaia di cadaveri trovati. Il Counter Intelligence Corps parlò con i sopravvissuti e raccolse informazioni per i successivi processi.

## I prigionieri
Il numero complessivo di prigionieri transitati da Flossenbürg non è determinabile con precisione: nell'ultimo anno di guerra spesso non venivano registrati. Fonti ufficiali parlano di circa 100 000 detenuti (tra cui 16 000 donne) provenienti da 47 stati diversi. Nemmeno il numero complessivo di morti è certo. Dal 2000 è in corso una meticolosa opera di ricerca che ha portato ad identificare oltre 21 000 nomi dei circa 30 000 morti a Flossenbürg.
I prigionieri italiani furono oltre 2 600; un elenco di circa mille deportati italiani morti a Flossenbürg dal settembre 1944 al 19 aprile 1945 venne stilato di nascosto dal maggiore Ubaldo Pesapane, detenuto con funzioni di scrivano che aveva accesso ai registri, e salvato al momento dello sgombero del campo; oggi è conservato insieme a memoriali e carteggi del maggiore Pesapane presso l'Archivio di Stato di Bolzano.

### Nazionalità
| Paese                   | Detenuti |
| ----------------------- | -------- |
| Polonia                 | 31 400   |
| Unione Sovietica        | 22 000   |
| Ungheria                | 11 000   |
| Germania                | 9 097    |
| Francia                 | 5 070    |
| Cecoslovacchia          | 4 263    |
| Italia                  | 3 033    |
| Jugoslavia              | 1 952    |
| Belgio                  | 849      |
| Austria                 | 676      |
| Grecia                  | 486      |
| Paesi Bassi             | 411      |
| Lituania                | 267      |
| Lettonia                | 166      |
| Spagna                  | 143      |
| Romania                 | 98       |
| Lussemburgo             | 33       |
| Bulgaria                | 25       |
| Gran Bretagna           | 24       |
| Turchia                 | 14       |
| Danimarca               | 13       |
| Norvegia                | 12       |
| Albania                 | 11       |
| Svizzera                | 11       |
| Paesi arabi             | 6        |
| USA                     | 6        |
| Irlanda                 | 3        |
| Portogallo              | 3        |
| Argentina               | 3        |
| Estonia                 | 2        |
| Andorra                 | 1        |
| Finlandia               | 1        |
| Cile                    | 1        |
| Canada                  | 1        |
| Cina                    | 1        |
| Provenienza sconosciuta | 9 000    |
| Totale                  | 100 082  |

### Personalità detenute
Nel campo di Flossenbürg erano internate numerose personalità del tempo, tra i quali:
- Dietrich Bonhoeffer, teologo luterano tedesco, protagonista della resistenza al nazismo;
- Filippo d'Assia, marito di Mafalda di Savoia;
- Kurt Alois von Schuschnigg, ultimo cancelliere austriaco prima dell'Anschluss;
- Vera Czernin von Chudenitz, seconda moglie di Kurt Alois von Schuschnigg;
- Francesco Bonaventura di Baviera, principe ereditario del Regno di Baviera;
- Ammiraglio Canaris, capo del Servizio segreto tedesco dal 1935 al 1944, eliminato sul posto;
- Robert Hugues-Lambert, attore francese, morto di stenti nel 1945;
- Eugenio Pertini (fratello del futuro presidente della Repubblica Sandro Pertini) fucilato il 25 aprile 1945[9];
- Hjalmar Schacht, economista, presidente della Reichsbank (banca centrale tedesca) e ministro dell'Economia nella Germania nazionalsocialista dal 1935 al 1937;
- Leopold Figl, politico austriaco;
- Josef Kohout, sopravvissuto e autore de Gli uomini con il triangolo rosa;
- Vittore Bocchetta, scultore e pittore italiano membro della Resistenza;
- Angioletto Castiglioni, operaio e partigiano.
- Ernest Mandel, economista di scuola marxista, politologo e politico belga
- Colonnello Guglielmo Barbò

## Lista dei comandanti di Flossenbürg
- SS-Sturmbannführer - Jacob Weiseborn - Maggio 1938 - Gennaio 1939
- SS-Obersturmbannführer - Karl Künstler - Gennaio 1939 - Luglio 1942
- SS Hauptsturmführer - Karl Fritzsch - Luglio 1942 - Settembre 1942
- SS-Sturmbannführer - Egon Zill - Settembre 1942 - Aprile 1943
- SS-Sturmbannführer - Max Koegel - Aprile 1943 - Aprile 1945

## I sottocampi di Flossenbürg
Così come altri campi di concentramento, anche Flossenbürg a partire dal 1942 divenne il centro di un vasto sistema di 96 sottocampi che si estendeva su un territorio vastissimo, dalla Sassonia settentrionale alla bassa Baviera fino a Praga e Würzburg. In 25 di questi sottocampi si trovavano anche donne. Condizioni di lavoro e mortalità differivano molto nei diversi sottocampi.
Il sottocampo più grande era il campo di concentramento di Hersbruck, in funzione dalla primavera del 1944 fino all'aprile del 1945 con oltre 10 000 prigionieri.
Di seguito l'elenco delle località in cui si trovavano i sottocampi. Non comprende tutti i 96 sottocampi perché alcuni erano molto piccoli oppure hanno funzionato per periodi molto limitati; di alcuni dei sottocampi non è rimasta alcuna documentazione.
| 1. Altenhammer - un quartiere di Flossenbürg 2. Ansbach 3. Aue 4. Bayreuth 5. Brüx (att. Most) - Rep. Ceca 6. Chemnitz 7. Dresden (8 campi) 8. Eichstätt 9. Eisenberg (att. Jezeří, un quartiere di Horní Jiřetín) Rep. Ceca 10. Flöha 11. Freiberg 12. Ganacker 13. Grafenreuth 14. Graslitz (att. Kraslice) Rep. Ceca 15. Gröditz 16. Gundelsdorf, un quartiere di Kronach 17. Hainichen 18. Happurg 19. Helmbrechts 20. Hersbruck 21. Hertine (att. Rtyně nad Bílinou) Rep. Ceca 22. Hof-Moschendorf 23. Hohenstein-Ernstthal 24. Hohenthan 25. Holleischen (att. Holýšov) Rep. Ceca | 1. Holzen 2. Hradischko (att. Hradištko) Rep. Ceca 3. Janowitz (att. Vrchotovy Janovice) Rep. Ceca 4. Johanngeorgenstadt 5. Jungfernbreschan (att. Panenské Břežany) Rep. Ceca 6. Kirchham 7. Koenigstein 8. Krondorf-Sauerbrunn (att. Stráž nad Ohří) Rep. Ceca 9. Leitmeritz (att. Litoměřice) Rep. Ceca 10. Lengenfeld 11. Lobositz (att. Lovosice) Rep. Ceca 12. Mehltheuer 13. Meißen 14. Mittweida 15. Mockethal-Zatzschke 16. Mülsen - St. Micheln 17. Neurohlau (att. Nová Role) 18. Nossen 19. Norimberga (2 campi) 20. Obertraubling 21. Oederan 22. Pilsen (Plzeň) 23. Plattling 24. Plauen/Sachsen (3 campi) 25. Porschdorf | 1. Pottenstein 2. Rabstein (a.. Česká Kamenice) Rep. Ceca 3. Ratisbona 4. Reuth bei Erbendorf 5. Rochlitz 6. Saal an der Donau 7. Schlackenwerth (att. Ostrov) Rep. Ceca 8. Schönheide 9. Seifhennersdorf 10. Siegmar-Schönau 11. Steinschönau (a.. Kamenický Šenov) Rep. Ceca 12. St. Georgenthal (att. Jiřetín pod Jedlovou) Rep. Ceca 13. Stulln 14. Theresienstadt (att. Terezín) Rep. Ceca 15. Venusberg 16. Wilischtal 17. Wolkenburg 18. Würzburg 19. Zschachwitz 20. Zschopau 21. Zwickau 22. Zwodau (att. Svatava) Rep. Ceca |

## Il processo

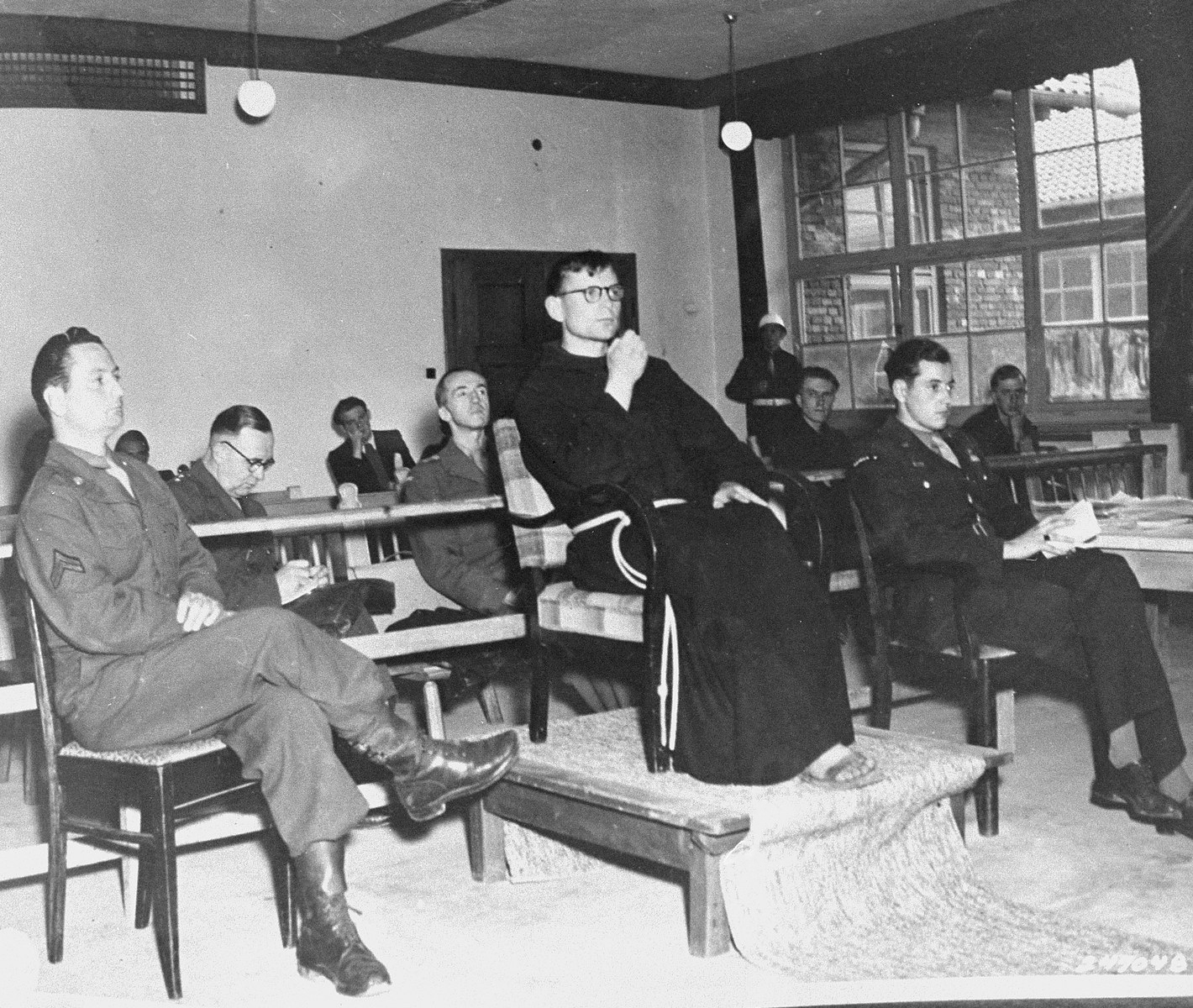
21 giugno 1946, la testimonianza del religioso Lelere, ex-detenuto di Flossenbürg

Il processo principale di Flossenbürg, ufficialmente chiamato United States of America vs Friedrich Becker et al. – Case 000-50-46, si svolse dinnanzi ad un tribunale militare dell'Esercito degli Stati Uniti dal 12 giugno 1946 al 22 gennaio 1947 presso l'ex campo di concentramento di Dachau (fa infatti parte dei cosiddetti processi di Dachau), divenuto nel dopoguerra un campo di internamento per criminali di guerra, che all'epoca era all'interno della zona di occupazione statunitense.
52 persone vennero accusate di crimini di guerra legati al campo di concentramento di Flossenbürg e relativi sottocampi. Il procedimento si concluse con 40 sentenze di colpevolezza; 12 furono i condannati a morte e 14 i condannati all'ergastolo. A quello principale seguirono 18 processi secondari con 42 sentenze di colpevolezza, delle quali 11 con condanne a morte.

## Memoriale

### Edifici

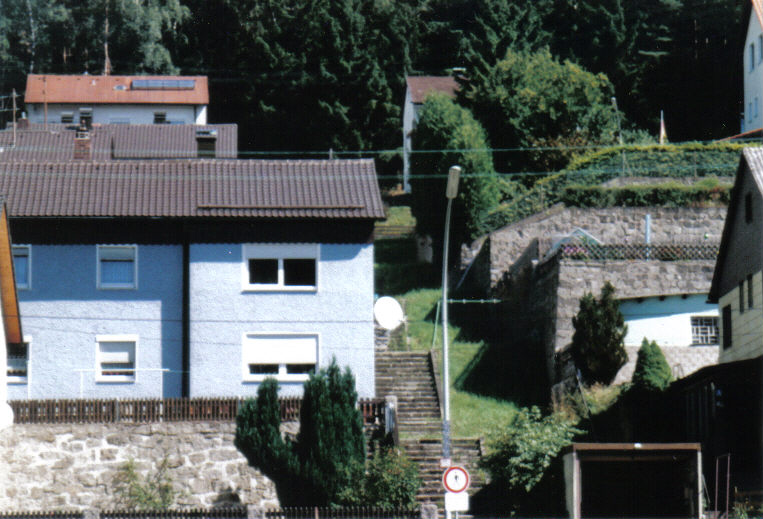
Case private sull'area dell'ex campo di concentramento (2008)

Nel 1958 su una parte del campo (precisamente dove si trovavano gli alloggi dei prigionieri) venne edificata una zona residenziale; l'allineamento degli edifici precedenti è ancora visibile. Altre parti dell'ex campo di concentramento sono state adibite ad aree artigianali (per esempio, i vecchi magazzini). La cava è stata rimessa in funzione dopo la guerra.
Nel giugno del 2006 l'area con le costruzioni dell'epoca nazista è stata messa sotto tutela in quanto sito storico. A custodire il sito è la Stiftung Bayerische Gedenkstätten, che è anche custode del campo di concentramento di Dachau.

### Cimitero
Negli anni 1957 - 1960 fu istituito un cimitero per le vittime, dove vennero trasferiti i morti durante le marce della morte, prima seppelliti nei diversi cimiteri sul tragitto. Vi sono sepolte oltre 5 500 persone.
Nel 1995, in occasione del cinquantennale della liberazione, lo stato del sito storico fu fortemente criticato dai sopravvissuti. Fatta eccezione per il crematorio e il cimitero, non vi erano altre tracce dell'ex campo, divenuto area residenziale e artigianale.

### Mostra permanente
Dal dicembre 1999 il memoriale è guidato dallo studioso Jörg Skriebeleit che ha completamente ripensato il sito storico. Tra il 2004 ei l 2007 è stato ristrutturato l'edificio della lavanderia e vi è stata allestita una mostra permanente intitolata "Konzentrationslager Flossenbürg 1938–1945“. Nell'ottobre 2010 negli edifici delle cucine è stata inaugurata un'altra mostra permanente, "Was bleibt – Nachwirkungen des Konzentrationslagers Flossenbürg", dedicata alle conseguenze delle vicende, dai successivi processi all'elaborazione del trauma per i prigionieri e alla custodia della memoria.